# Containerkran

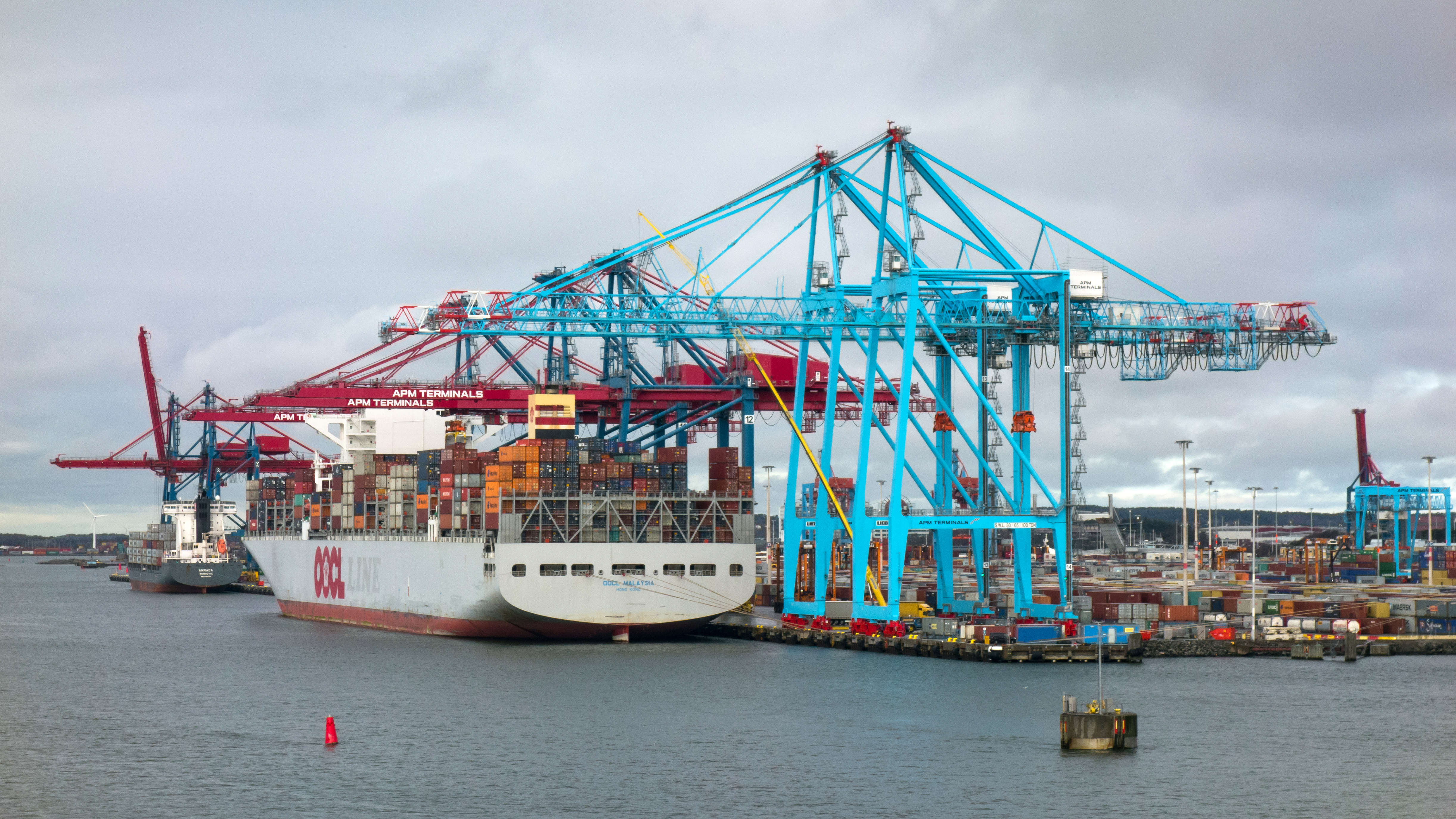
Liebherr containerkranar i APM-terminalen i Skandiahamnen i Göteborg, 2017

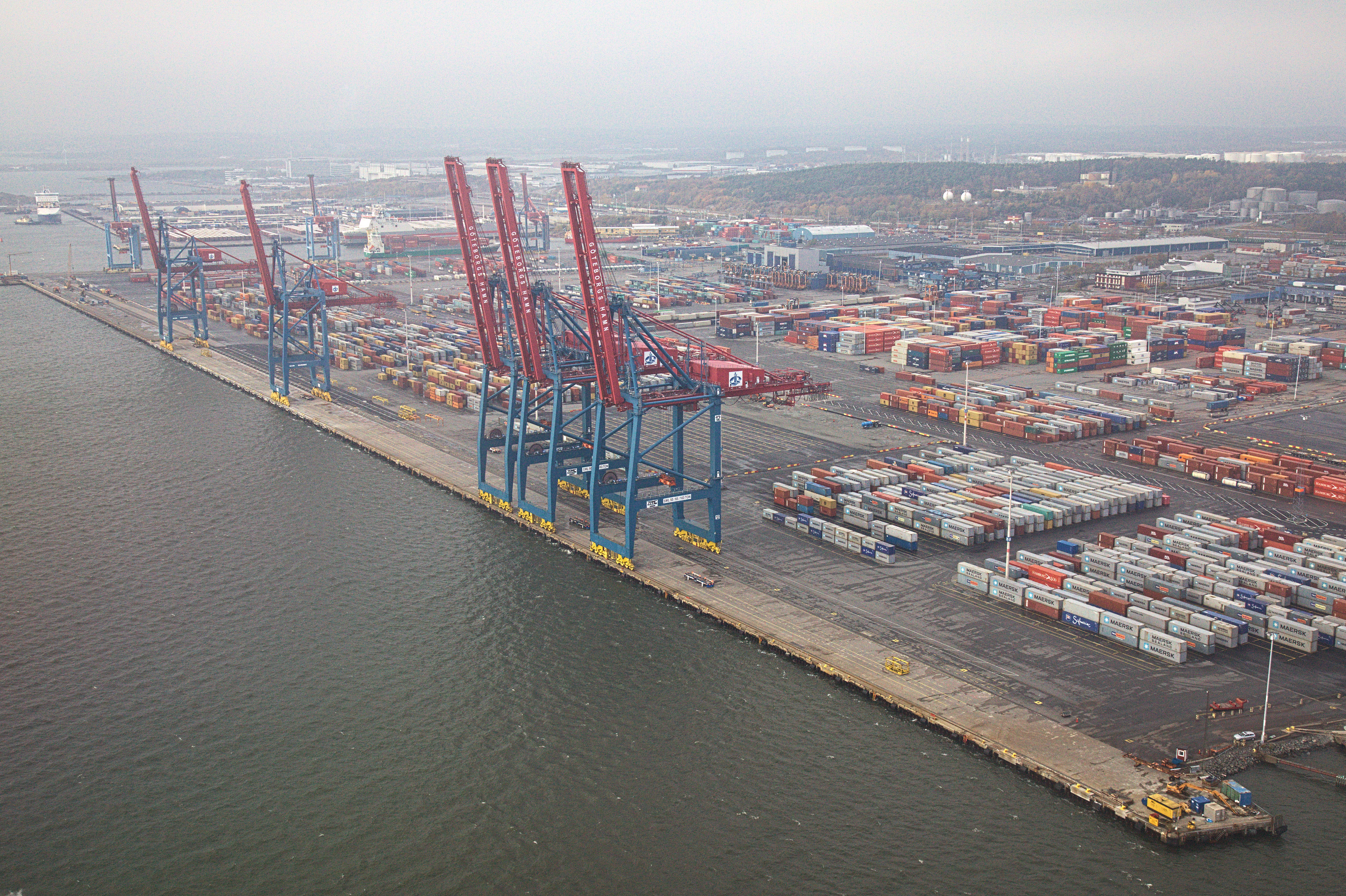
Skandiahamnen i Göteborg, 2013

En containerkran, också kallad Ship-to-shore Gantry Crane eller STS-kran, är en typ av spårbunden portalkran som används i containerhamnar för att transportera ISO-containrar från fartyg till kaj eller omvänt.

## Funktion
STS-kranarna rullar på en stabil vagnskonstruktion på mycket bredspårig räls längs kajen utmed fartyget. Containrarna lyfts av ett lyftok som hänger ned från en telfer, som löper på en bom. Lyftoket hänger i ett antal vajrar som precisionsstyr oket, vilket griper containern i dess ovandel.
Beroende på hur många containrar i bredd på skeppet som kan hanteras delas containerkranarna storleksmässigt in i olika typer:
- Panamax, upp till 13 containrar i bredd, upp till 38 meters bomlängd
- Post Panamax, upp till 16 containrar i bredd, upp till 45 meters bomlängd
- Super Post Panamax, upp till 19 containrar i bredd, upp till 53 meters bomlängd
- Megamax, 20 eller fler containrar i bredd, mer än 53 meters bomlängd

## Rail Mounted Gantry Crane (RMG)
Huvudartikel: Rail Mounted Gantry Crane
RMG-kranar (Rail Mounted Gantry Crane) för containerterminalbruk är av en liknande konstruktion. Sådana rälsbundna portalkranar användes på containergårdar och kombiterminaler för omlastning av containrar och andra enhetslaster som semitrailrar, växelflak och kassetter och för stapling/rangering av containrar. En bred variant av dessa grenslar typiskt stackar av containrar med upp till 13 containrar/järnvägsspår/lastbilsfiler i bredd eller fler, med en tvärbalkslängd på 30–40 meter.

## Bildgalleri

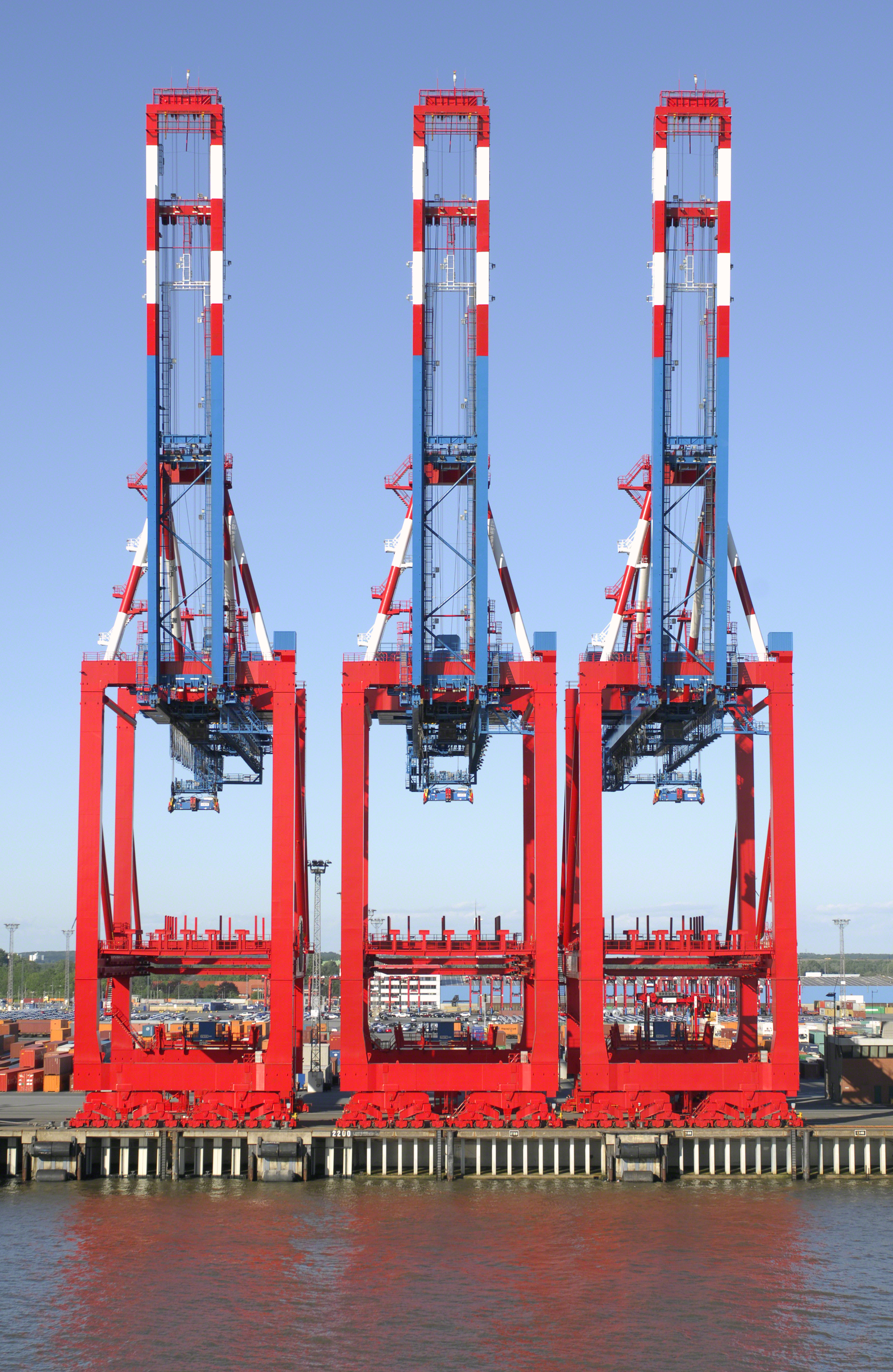
Containerkranar i Bremerhaven i Tyskland
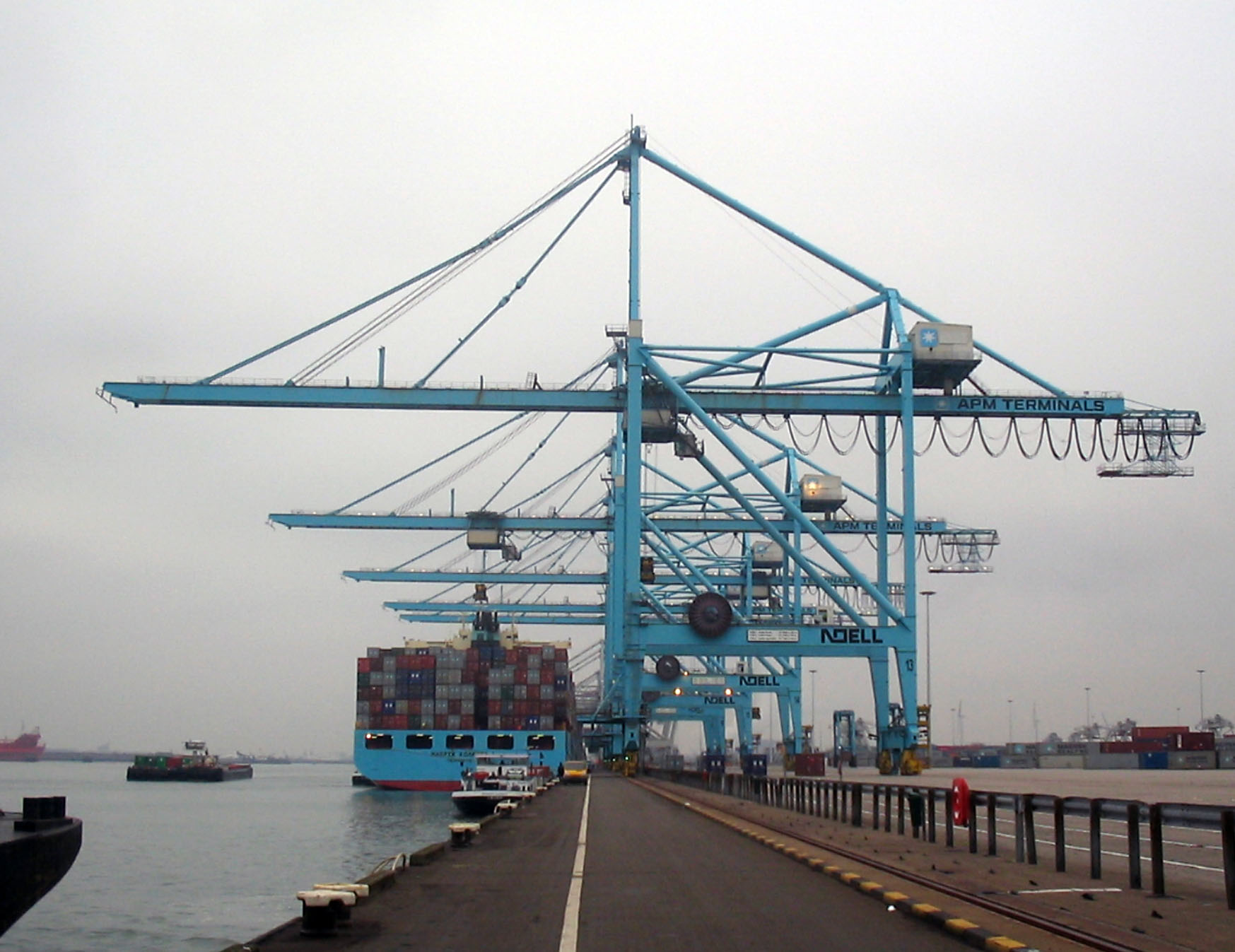
Super Post Panamax STS-kranar i APM Terminal i Rotterdams hamn
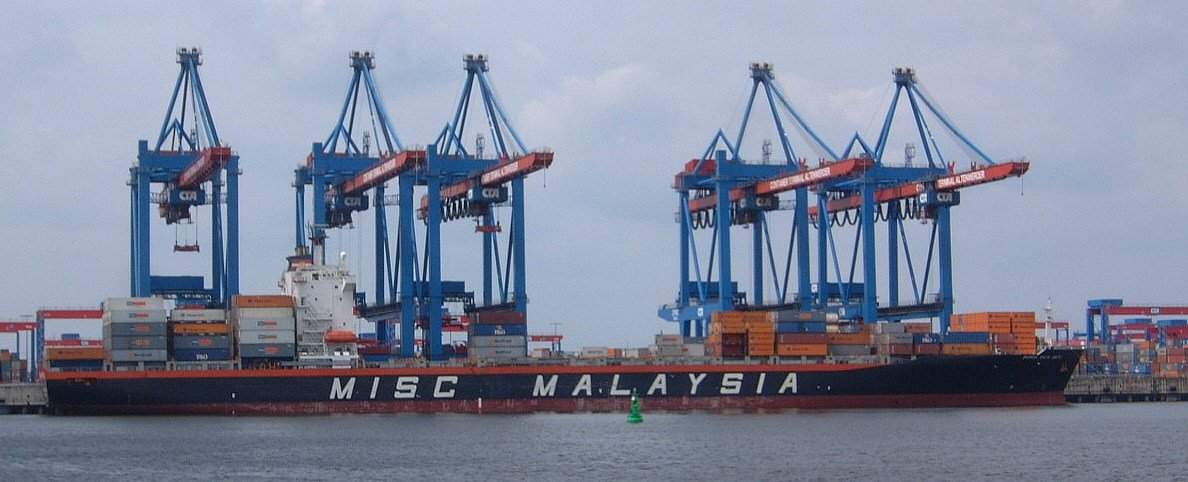
STS-kranar i Hamburgs hamn
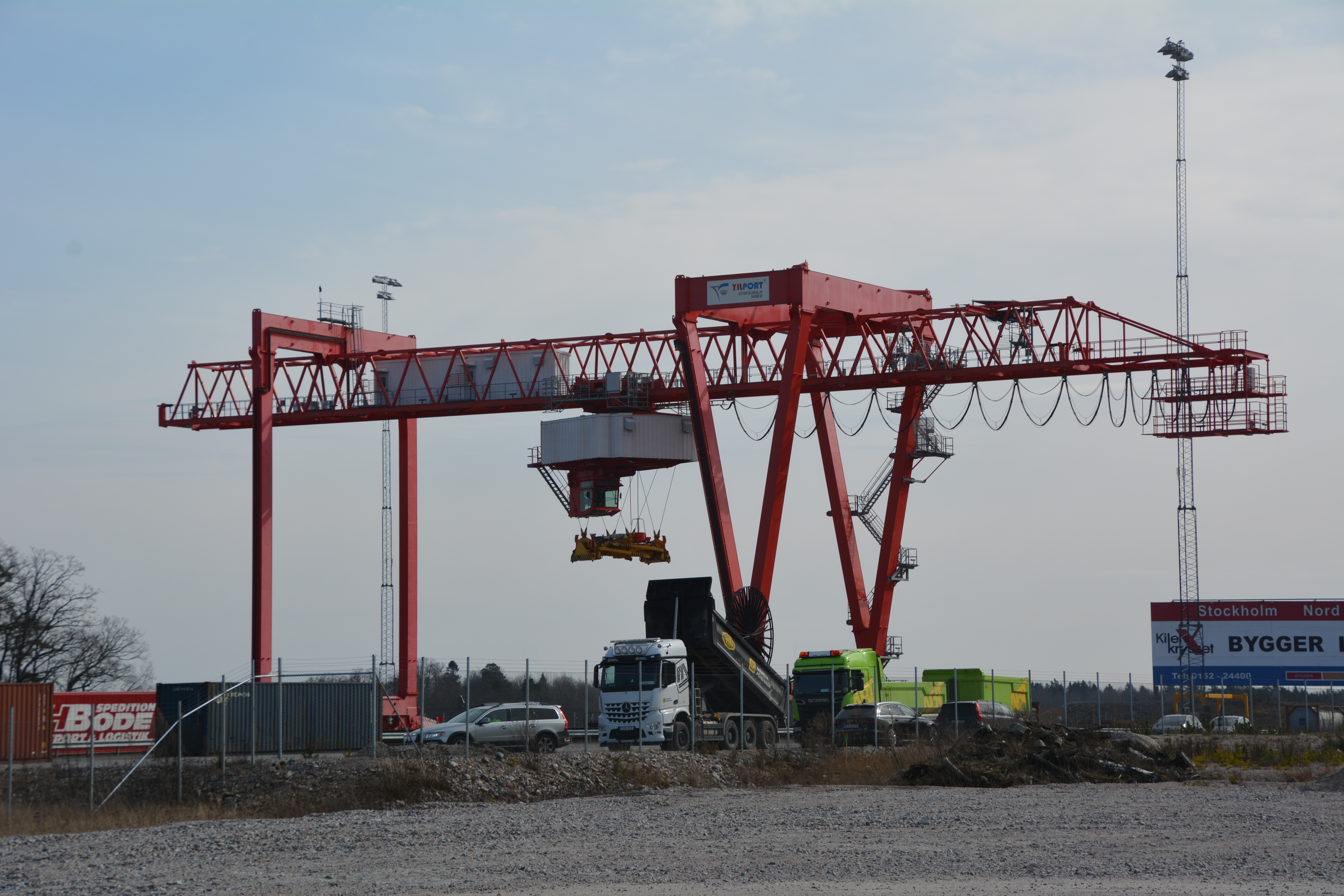
En Liebherr RMG-kran på Kombiterminal Stockholm Nord